# Luís Cardoso de Noronha
Luís Cardoso de Noronha (8 de dezembro de 1958) é um dos mais importantes escritores timorenses. Nasceu em Cailaco, vila do interior de Timor-Leste.
Como o seu pai era falante de mambai e a sua mãe de lacló, em casa adoptaram como língua corrente o tétum-praça. Luís Cardoso estudou nos colégios missionários de Soibada, Fuiloro e no Seminário de Dare. Quando se deu a revolução do 25 de Abril de 1974 em Portugal frequentava o Liceu Dr. Francisco Machado em Díli, vindo posteriormente a prosseguir os seus estudos em Portugal.
Não esteve presente na guerra civil e na posterior invasão indonésia, tendo concluído os seus estudos, no exílio. Formou-se em Silvicultura pelo Instituto Superior de Agronomia de Lisboa, onde tomou conhecimento das obras científicas e poéticas de Ruy Cinatti que o ajudaram a fazer a viagem de regresso ao mundo físico e sobrenatural de Timor-Leste.
Desempenhou as funções de representante do Conselho Nacional da Resistência Maubere, entre outras actividades como as de contador de histórias timorenses, cronista da revista Fórum Estudante e professor de Tétum e Língua Portuguesa nos cursos de formação especial para timorenses.

## Obras
- Crónica de uma travessia – A época do ai-dik-funam (1997)
- Olhos de Coruja, Olhos de Gato Bravo (2001)
- A última morte do Coronel Santiago (2003)
- Requiem para o navegador solitário (2007)
- O ano em que Pigafetta completou a circum-navegação (2013).

Para onde vão os gatos quando morrem?